# Erateina monophthalma
Erateina monophthalma là một loài bướm đêm trong họ Geometridae.